# Yoshinobu Nisaka
Yoshinobu Nisaka (Japans: , 仁坂 吉伸, Nisaka Yoshinobu) (Wakayama, 2 oktober 1950) is een Japans politicus en sinds 17 december 2006 de gouverneur van de prefectuur Wakayama.
Nisaka werd verkozen als onafhankelijke maar gesteund door de Liberaal-Democratische Partij en Nieuw Komeito. In 2010, 2014 en 2018 werd hij herkozen.